# M'attrape qui peut !

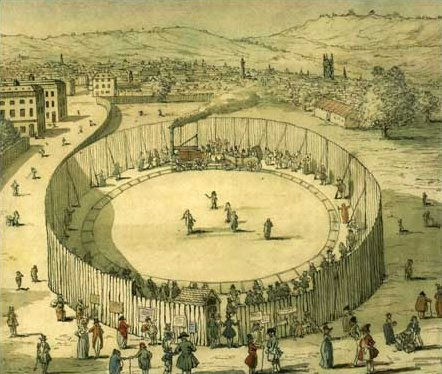
L'attraction de la traction à vapeur. Démonstration de Richard Trevithick à Londres (dessin non contemporain ; la locomotive est représentée à l'envers).

La M'attrape qui peut ! (Catch-me who can) de Richard Trevithick est une locomotive à vapeur de démonstration, qui fut la première, pendant l'été 1808, à proposer des trajets payants à des passagers.
On devait à Richard Trevithick la traction du premier train à vapeur de l'histoire, à Pen-y-Darren en 1804. Mais son invention resta sans débouchés faute de voies capables de supporter une locomotive de 5 tonnes sans suspension.
Soucieux de relancer l'idée de la traction à vapeur, Richard Trevithick envisage un coup publicitaire, en installant à Bloomsbury, juste au sud de l'actuel Euston Square à Londres, une ligne circulaire protégée par une haute palissade. La voie était constituée de plaques à épaulement (c'est la voie et non la roue qui assure le guidage). Pour cette démonstration, il fit construire chez  Hazledine et Rastrick (en) à Bridgnorth, une nouvelle locomotive au nom provocateur de Catch me who can (m'attrape qui peut !). Son cylindre est disposé verticalement ; le piston entraîne une traverse guidée par deux glissières verticales et reliée aux deux bielles qui actionnent directement les roues avant. La locomotive, de type 011, tire à une vingtaine de km/h un wagon en bois accueillant des passagers au prix de cinq puis deux shillings la place. L'attraction est proposée du 8 juillet 1808 au 18 septembre 1808. Richard Trevithick affirmait que sa machine battrait n'importe quel cheval du royaume sur une course de 24 heures.
L'ingénieur cornouaillais ne parvint pas à susciter l'intérêt d'investisseurs pour la construction de lignes de chemin de fer, notamment par manque de voies capables de supporter le poids de ses machines. Il n'en restera pas moins l'inventeur de la locomotive à vapeur, faisant germer l'idée d'une mécanisation des chemins de fer. Il a aussi su trouver des techniques déterminantes comme le soufflage de la vapeur dans la cheminée. L'architecture générale de la M'attrape qui peut ! inspirera les premières locomotives opérationnelles (mais avec deux cylindres).
Il faudra attendre la Salamanca en 1812 pour voir une première application commerciale de transport ferroviaire à vapeur et surtout la maturité technologique de la fusée de Stephenson pour que démarre enfin l'âge d'or du chemin de fer et de la traction à vapeur.
Une réplique (adaptée aux voies actuelles) est en cours de réalisation aux ateliers du Severn Valley Railway (en).